# 新潟県道590号保田寺社線
新潟県道590号保田寺社線（にいがたけんどう590ごう やすだじしゃせん）は、新潟県阿賀野市内を通る一般県道である。

## 概要
国道49号より新潟県東部産業団地へのアクセス道路である。

### 路線データ
- 起点：新潟県阿賀野市安田字上野林（新潟県道55号新潟五泉間瀬線交点）
- 終点：新潟県阿賀野市寺社（国道49号交点）

## 地理

### 通過する自治体
- 新潟県阿賀野市

### 接続する道路
- 新潟県道55号新潟五泉間瀬線（起点：かがやき交差点）
- 新潟県道188号五泉安田線（庵地交差点）
- 国道49号（若松街道）（終点：新潟県東部産業団地入口交差点）

### 周辺
- 新潟県東部産業団地